# Iúrkino
Iúrkino (en rus: Юркино) és un poble de l'óblast d'Arkhànguelsk, a Rússia, segons el cens del 2012 tenia 21 habitants.